# 台中市公車11路
台中市公車11路行駛自臺中車站經科博館至臺中車站，由台中客運、豐原客運、全航客運營運。本路線為台灣好行臺中時尚城中城線，為環狀路線公車，行駛於一中商圈（雙十路）、科博館、草悟道、美術館、臺中州廳，為台中市公車第3條聯營路線。初期由台中客運以油電混合車（4輛）行駛右環線（往干城站方向），全航客運及豐原客運以電動公車（4輛）行駛左環線（往臺中州廳方向），為臺中市第一條低碳公車示範路線，落實人本低碳城市之目標。

## 歷史
- 2014年6月26日：藍2路線通車。[4]
  - 6/26~7/2：免費搭乘。
- 2014年7月3日：開始實施收費。
- 2015年3月1日：調整行駛路線。
  - 原「美村路一段－五權西路一段－五權路」行駛路段，調整為「美村路一段－五權五街－五權路」。
  - 原「美術館（五權西路）」撤站。
  - 並增停「美村五權五街口」、「英才民權路口」（單邊設站，僅左環線停靠）、「美術館（美術路）」、「美術園道（五權五街）」、「五權五廊街口」（雙邊設站）。
- 2015年6月15日：「英才民權路口」改為雙邊設站。
- 2015年7月8日：因應BRT藍線升級為優化公車，原藍2更改路線編號為「11路」，其營運業者、營運區間皆不變。
- 2016年2月5日：「干城站」（往臺中火車站方向站位）往臺中火車站方向遷移至「雙十路一段29號」。
- 2017年1月1日：調整行駛動線至秀泰影城，調整後「干城站」裁撤並調整發車時刻，平日由雙向各17班調整為雙向各14班(尖峰時段由雙向各6班調整為雙向各3班)，假日由雙向各30班調整為雙向各24班。[5]
- 2019年1月1日：「臺中火車站」(右環)更名為「臺中車站(民族路口)」，「臺中火車站」(左環)更名為「臺中車站(成功路口)」。
- 2021年9月18日：轉型為台灣好行臺中時尚城中城線。
- 2023年8月28日：調整發車時刻。

## 路線基本資料
左環線自臺中火車站起，沿中區建國路、民權路、北區民權路、西區五權路、五權五街、美村路一段、公益路、英才路、臺灣大道二段、健行路、博館路、北區西屯路、英才路、學士路、五權路、錦南街、雙十路二段、雙十路一段、東區雙十路一段、中區雙十路一段、建國路到臺中火車站。右環線行經路線則與左環線相反。
全程行車里數約11.2公里，全程行車時間估計40~60分鐘繞行一圈。

### 時刻表
- 時刻表僅供參考，請以台中客運、豐原客運、全航客運網站公告為準。時刻表更新時間為2025年8月28日。

| 台中市公車11路時刻列表 | 台中市公車11路時刻列表 |
| --- | --- |
| 臺中車站（成功路口）－左環發車 | 臺中車站（民族路口）－右環發車 |
| 平日 06:00、07:00、08:10、09:20、10:30、11:40、12:50、14:30、15:40、16:50、18:30、19:40、20:50、22:00 假日 06:00、07:00、08:10、08:50、09:20、10:00、10:30、11:10、11:50、12:30、13:00、13:50、14:30、15:40、16:50、18:30、19:40、20:50、22:00 | 平日 06:00、07:00、08:10、09:20、10:30、11:40、12:50、14:30、15:40、16:50、18:30、19:40、20:50、22:00 假日 06:00、07:00、08:10、08:50、09:20、10:00、10:30、11:10、11:50、12:30、13:00、13:30、13:50、14:20、14:50、15:40、16:10、17:00、17:40、18:50、19:40、20:00、20:50、22:00 |

### 收費
- 一般市區公車（1～999、綠1～綠4）：依里程計費，收費費率為［2.431×搭乘里程數×（1+5%營業稅）］元。
  - 於基本里程8公里內票價為全票20元、半票11元。
  - 兒童、老人、身心障礙者及其陪伴者依規定半票收費，半票收費費率為原收費費率的一半。
  - 市民限定交通卡：前10公里免費，超過10公里部分票價比照收費費率，且上限為10元。
- 小黃公車（黃1～黃25）：免費。
- 幸福公車（梨山1）：票價比照臺中市計程車收費費率，持電子票證刷卡全程免費。
- 市民小巴（市民小巴1～市民小巴4）：票價比照一般市區公車收費費率，持電子票證刷卡全程免費。

### 停站
- 參見右側站牌路線圖，綠色路段表示行駛優化公車專用道。

## 圖片集

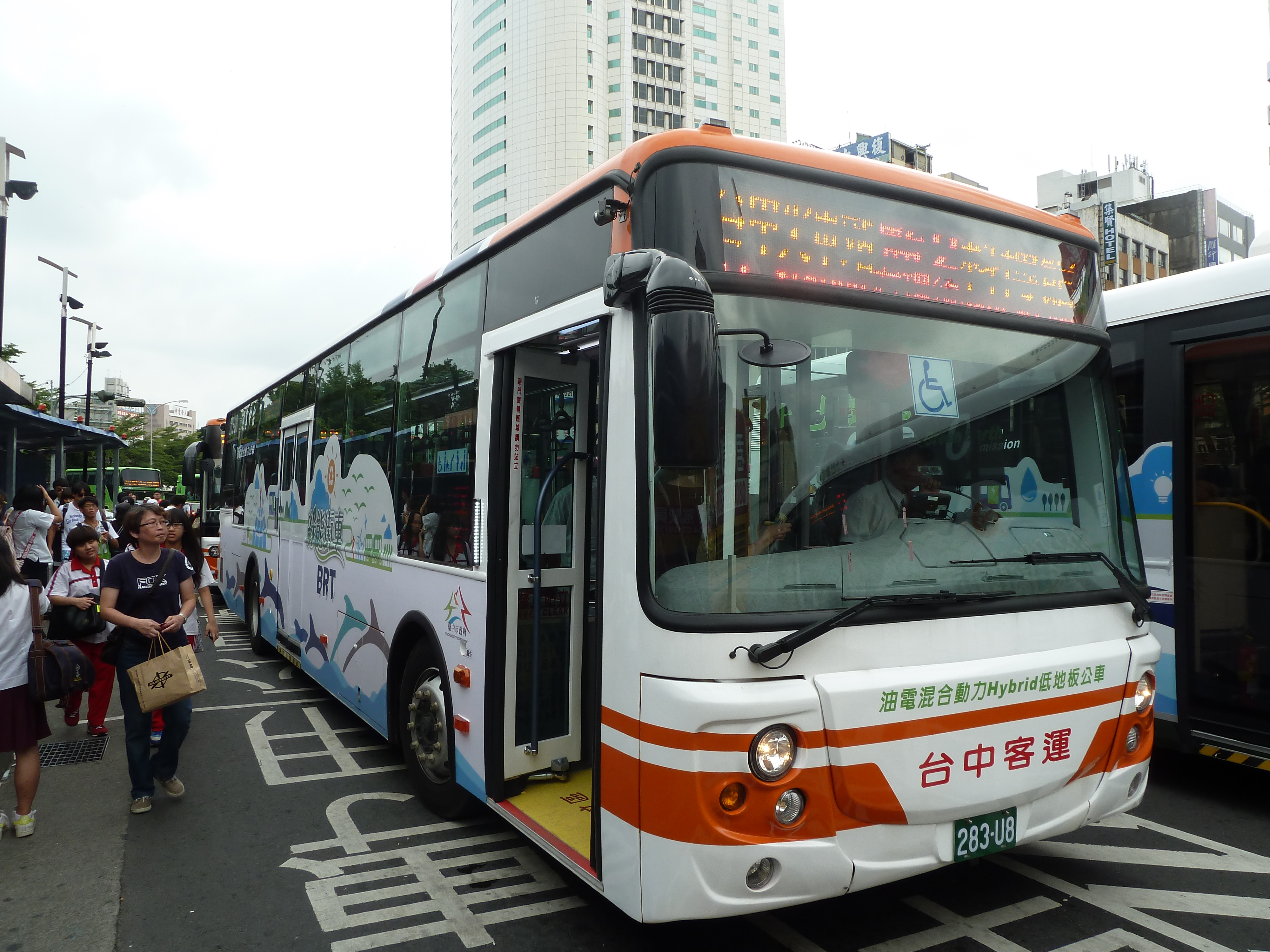
台中客運營運之右環線
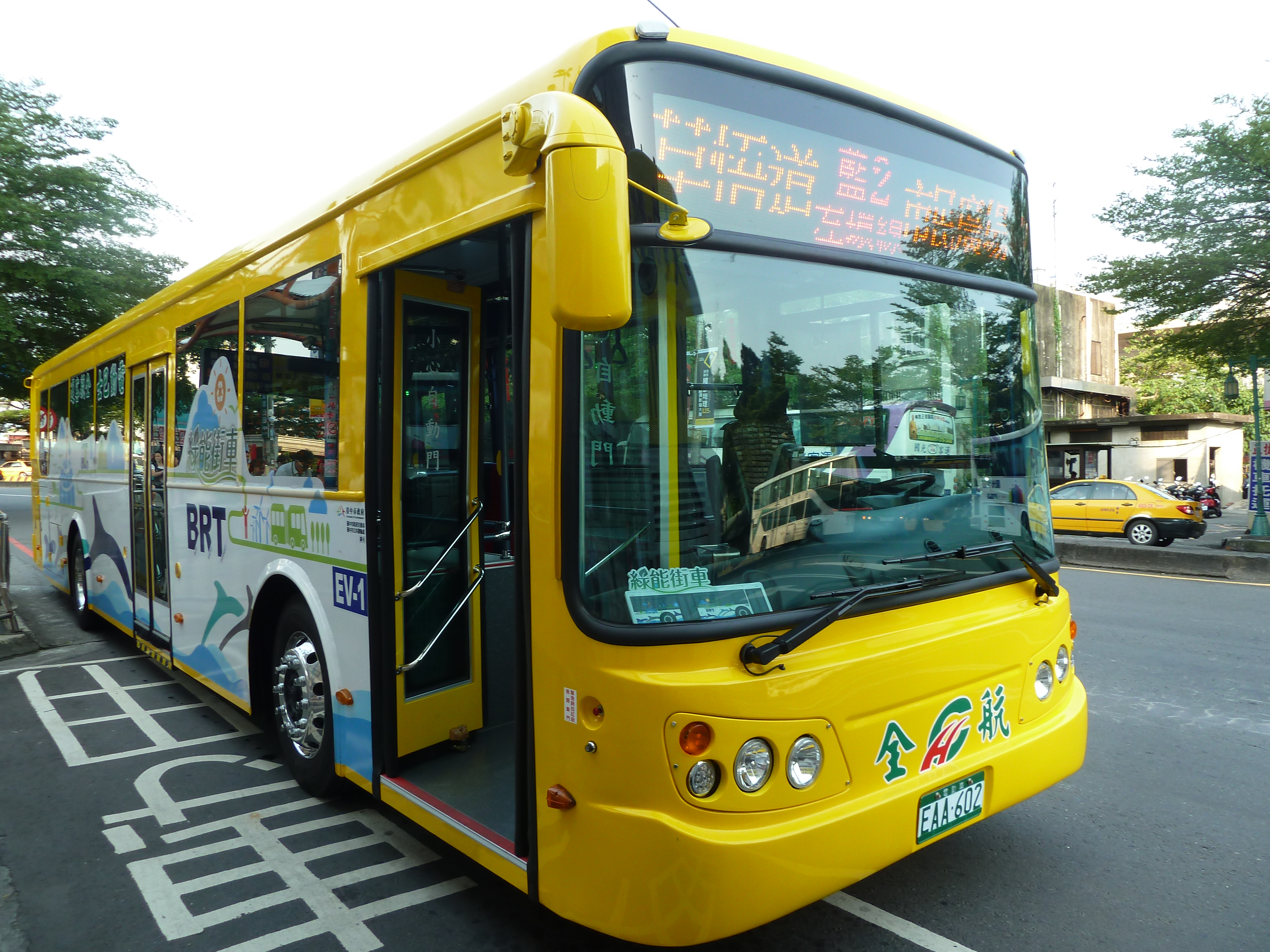
全航客運營運之左環線
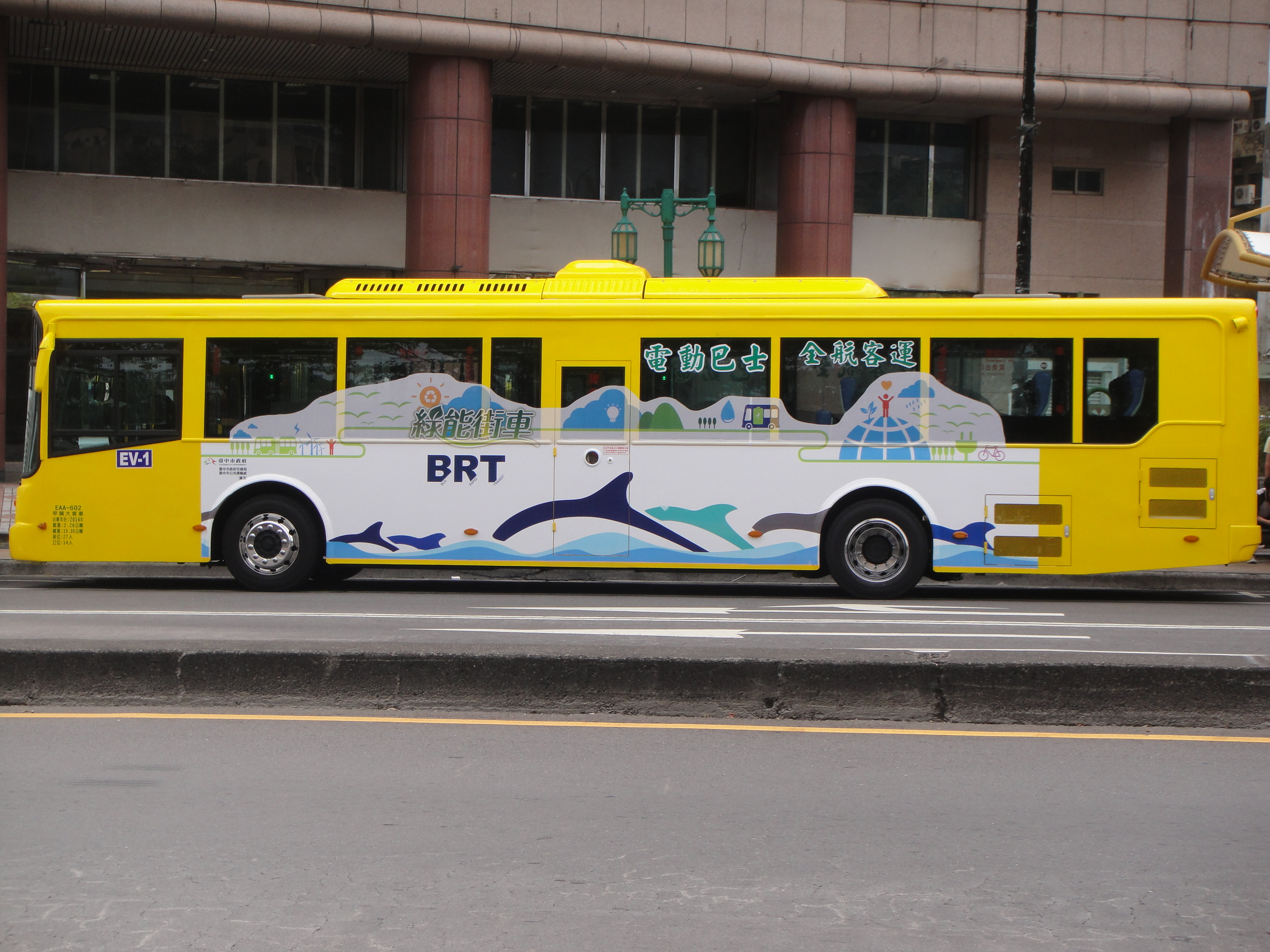
全航客運11路於豐原客運台中站（現已拆除）